# テレビ野郎 ナナーナ
『テレビ野郎 ナナーナ』（テレビやろう ナナーナ）は、2018年4月6日から9月14日までテレビ東京にて放送された実質3分枠の短編テレビアニメ。
CGアニメクリエイターである文原聡が、『The World of GOLDEN EGGS』以来となるオリジナルテレビアニメを制作。テレビ東京のマスコットキャラクターであるナナナをインスパイアした、バナナの姿をしたキャラクターが登場する。また、テレビ東京の歴代番組がパロディとして登場する。
2019年4月11日から9月19日までシーズン2『テレビ野郎 ナナーナ わくわく洞窟ランド』が放送された。ナレーションは同系列の番組『日経スペシャル ガイアの夜明け』で同役を担当する杉本哲太。
2020年4月16日より9月24日までシーズン3『テレビ野郎 ナナーナ 怪物クラーケンを追え！』が放送された。

## ストーリー
シーズン1
弱小テレビ局テレビナナーナ。唯一の高視聴率番組の打ち切りに伴い、珍獣キーナを撮影するという企画を立て予算も人材もない中、たった3人のスタッフでジャングルへ向かう。
シーズン2
ある日、テレビナナーナを買収したナナゾン･プライムビデオの幹部が現れ、不採算部署のリストラを宣言した。彼らに目をつけられた探検部の3人は、リストラを阻止するため、かつて視聴率を集めたが結局発見には至らなかった他局の番組を真似た企画『バナ川埋蔵金発掘』を成功させるよう、七口プロデューサーに命令される。
シーズン3
相も変わらず視聴率や広告収入の低下、番組のマンネリ化で苦しむテレビナナーナの一発逆転、経営回復を狙った『伝説の大だこ クラーケンを追え！』の企画を七口が立てた。結局逆らえなかった探検部の3人はクラーケンが潜むという魔の海域バナーナ・トライアングルに向かうことに。

## 登場人物

### メインキャラクター
七岡（ナナオカ）
声 - ビビる大木
押しが強いテレビナナーナのディレクター。探検隊隊長役。シーズン1第23話で皮を脱いだため以降は果実のままでいたが、シーズン2で復活している。
七森（ナナモリ）
声 - 温水洋一
テレビナナーナのカメラマン。心配症。七岡や七山に比べあまり目立たない。
七山（ナナヤマ）
声 - つぶやきシロー
栃木弁風のイントネーションで喋る、テレビナナーナのAD。音声と照明を兼務している。七岡にパワハラや無茶振りをされたり、ゲストキャラクターの言動に振り回されることが多く、しょっちゅう愚痴をこぼしている。

### その他
珍獣キーナ
南米エクアーナ共和国にいるという伝説の珍獣。頭が鳩、体が猫という奇妙な姿をしている。
画面の端々で登場しているが、第21話で水を抜いた湖の底で初遭遇する。
七口（ナナグチ）
声 - 玄田哲章
テレビナナーナのプロデューサー。七岡達のボス。
ナナジー
声 - 樫井笙人
バナナメッシュNIGHTの出演者。
バナナメッシュガールズ
声 - ティーララック オーンチャマイ
バナナメッシュNIGHTのお色気担当出演者。
ザキバナ
声 - 温水洋一
ライバルテレビ局バブルテレビのプロデューサー。
七岡達がキーナの撮影に成功したと知ると取材テープを力づくで奪い取ろうとする。
ナルロス
声 - 温水洋一
シーズン1第2話に登場。エクアーナ共和国の格安航空会社ナルロス航空の機長。家族経営でオンボロ飛行機にCAとして妻と孫が同乗している。
畑正憲
声 - 畑正憲（本人役）
シーズン1第4話で声の出演。七岡の顔に巻き付いたアナコンダを外すために電話越しにアドバイスをしていたが、話が脱線し南米美女の話に夢中になる。
ナレーション
声 - 武田広
シーズン1第5話で声の出演。エクアーナ共和国モモヤマ村の紹介を『出没！バナナチック天国』ナレーション風に紹介。
村長
声 - 温水洋一
シーズン1第6話登場。首狩り族の村長。おしゃべりで、七岡らが貧乏テレビ局だと知るとドン引きして解放した。
藤波たつみ / 藤波辰爾
声 - 藤波辰爾（本人役）
シーズン1第7、8話で声の出演。撮影中に熊に捕まった七岡がプロレス技を教えてもらいたく電話をかけた。今でもアントニオ猪木とは週一で食事会をしているらしい。
シーズン2第20話より再度登場。素人の対応に苦慮していた七岡が電話をすると、趣味の城めぐりをしていた藤波と偶然遭遇。相手を因縁のレスラー平田選手と勘違いし、七岡達に代わって相手をする。
エージェント
声 - 温水洋一
シーズン1第9話に登場。エクアーナの人材派遣会社のエージェント。
サルオカ
声 - ビビる大木（シーズン1第10話、シーズン3第17話）、玄田哲章（シーズン1第11話）
シーズン1第9 - 11話、シーズン3第17話に登場。人材派遣会社で新人ADとして採用した猿。七山が新人教育し優秀なADに成長するが、スタッフを食べたい欲望を抑えきれなくなるのを感じ辞める。
シーズン3でフードデリバリーサービスのnuber Eatsの配達員として七山と再会する。
マスター&チンピラ
声 - 樫井笙人
シーズン1第12 - 14話に登場。ガラの悪いカラオケ酒場の主人とチンピラ達。
ナニータ
声 - 上地春奈
シーズン1第14話より登場。カラオケ酒場のホステス。子供が5人いるためバイトで白タクもしている。電気自動車のゴルフカートで七岡達を大仙人の元へ送り、その後も同行している。
大仙人
声 - 温水洋一
シーズン1第19話に登場。キーナの事なら何でも知っているという仙人。
七辻
声 - 辻よしなり
シーズン1第16 - 18話に登場。大仙人の広報担当。大仙人が恥ずかしがり屋のため、代わりに報道陣の前で話す。取材する局を1社に決めるため『テレビスタッフ王選手権』を発表する。
七原社長
声 - 川原ひろし
シーズン1第18話に登場。ラーメン屋ななでんかんでん社長。催眠術もしており、テレビスタッフ王選手権でやる気をなくしていた七岡を覚醒させた。
ゲリラ、鑑定士
声 - 樫井笙人
シーズン1第19話に登場。検問を守る反政府ゲリラ兵。検問所で賄賂を鑑定する。
サイクロプス、ミノタウロス
声 - つぶやきシロー（サイクロプス）
シーズン1第20話に登場。巨大な神獣（しんじゅう）。あくまでもキーナを探してる七岡達に自分達のレアさをアピールするもの全く興味を持たれなかった。
シーズン2、20話から再登場しお宝の入った金庫を七岡らから横取りしたが、巨大化した藤波と2対1のプロレス勝負をすることになってしまう。
シーズン3第23話でクラーケンを撮影中の取材班の前に三度登場、NASLAC（世界珍獣著作権協会）という組織を立ち上げたと宣言し、「会員のクラーケンを撮りたいのならその都度著作権料を払え」と要求する。
ナナゾン幹部
声 - 樫井笙人
シーズン2に登場。動画配信企業「ナナゾン・プライムビデオ」の幹部。
七坂浩二
声 - 石坂浩二
シーズン2第3 - 5話、第23話に登場。かつて埋蔵金発掘番組に関わっていた俳優で、番組打ち切り後でも諦めることが出来ず、30年たった今でも地下を掘り進めている。
ネズ夫
声 - ビビる大木
シーズン2第６、７話に登場。落とし穴に落ちかけた七山が出会ったヤンキー風のネズミ。七山がテレビギョーカイ人だと知ると興味を示し、埋蔵金探しに協力すると発言するが…。
ねず美
声 - 温水洋一
シーズン2第7話に登場。ネズ夫のガールフレンドで、彼から七山がテレビ関係者だと教えられても興味を示さず、逆に彼女が使っている動画配信サービスの方に興味が移ったネズ夫と一緒に七山を置き去りにする。
デーモン
声 - 中尾隆聖
シーズン2第10 - 11、23話に登場。
8話で七岡らにブイヤベースの具材にされてしまった仲間の復讐のために現れたコウモリの王子。探検部から「迫力がない」と言われ勝手に姿をCG加工され、画面一杯にテロップやワイプだらけの編集をされたため、現在のテレビ業界の風潮に呆れてしまう。
シチ子
声 - 井森美幸
シーズン2第14 - 18話に登場。モグラくノ一のコードネームを持つ新人の女忍者で、よくエクササイズを行う。バナ川幕府のからくりに捕まった探検部の3人を助け、将軍暗殺の協力を求める。まきびしを多用するが、あまりにも撒きすぎて味方の足を引っ張ったり袋からこぼしたりする。
カラクリ将軍
声 - 花江夏樹
シーズン2第17、18話に登場。本編では「カラクリ将軍 花川綱吉」（からくりしょうぐん バナがわつなよし）と表記されるカラクリの殿様。構えや決め台詞をかっこよく決めるが、シチ子からツバをかけられた事に腹をたて、ツバのはきかけ合いになってしまう。
船長
声 - 樫井笙人
シーズン3第2話から登場。伝説の大ダコ、クラーケン探しのためにテレビナナーナが手配したチャーター船（実際は漁船）の船長。
ダーフク先輩
声 - 太田哲治
シーズン3第3、4話に登場。鯨に呑み込まれた七岡達が体内で再会したテレビドラマ『勇者シチヒコ』の監督で、運ばれてきた食料や漂流物で健康ランドを建て、快適な毎日を送っていた。
海賊しゃちょー
声 - 樫井笙人
海賊の手下
声 - 太田哲治
シーズン3第７話から登場し探検部と漁船船長を拘束した、動画共有サービス7Tubeの配信を副業で行っている海賊たち。七岡らがテレビ関係者だと知ると処刑を保留、テレビナナーナ宛にSNSで身代金要求メッセージを送信し、それまでの間「俺のチャンネル登録数アップを手伝え」と命令する。
テレビナナーナ社長
声 - 太田哲治
海賊らに七岡達の身代金を要求されていたテレビナナーナの社長。10話で4人の処刑直前にSNSでメッセージを返信し、視聴率や業績の悪化を理由に軽すぎるノリで交渉を拒否する。
なすびディレクター（なすびD似の男）
声 - 樫井笙人
シーズン3第12話から登場し、七ヶ島に漂着した七岡達が捕まえた魚の所有権を巡り揉めてしまった男たち。リーダーの顔を見た探検部は彼をライバル局yuhi tvで過酷なロケにチャレンジし、サバイバル系ディレクターの異名で有名になったなすびDだと思いこむが…。
バナナメッシュNIGHTの熱烈なファン。
ビビりん
声 - ビビる大木
つぶやん
声 - つぶやきシロー
シーズン３第15話、16話に登場した、謎のリアリティショーに参加しているジュエリーデザイナーのビビりんと、やたらと相手にショッピングモールの話題を振ってくるモデルのつぶやんの女性二人組。クラーケンを見たことがあるという彼女たちにちやほやされた七森はデレデレするが、16話の追加メンバー公共放送の職員（声-樫井笙人）の登場に心を奪われたビビりん達が七森に興味をなくし追放してしまう。
イカ八郎
声 - 玄田哲章
シーズン3第18話で七岡達が立ち寄ったタコ料理専門居酒屋、タコざんまいの店長。クラーケン等のどんなタコでも仕入れると豪語する。
タコ橋名人
声 - 高橋名人
シーズン3第19話で登場した、クラーケンを知っているというタコ捕りハンター。彼に支払うギャラの金銭代わりにテレビナナーナ特製ノベルティーグッズ（実態は倉庫に眠っていたもの）を渡したら、バナナメッシュNIGHT関連グッズを気に入り、協力を快諾する。
クラーケン
声 - 樫井笙人
シーズン3、21話から登場した今回の探検部のターゲット。タコ橋から「クラーケンは好色」との情報を得た七岡が七山に女装させ、囮としておびき寄せようとしたら彼(女)を拉致し、家族を呼び寄せ結婚式を挙げようとする。

### 実写版登場
ピュアフラワー
ヤバめノの国の、ヤバい姿のおはなの精霊。最終回で七岡達が撮ったニーナ撮影のカメラを奪ってしまう。
ヤバ・デビル
キーナを知っているという悪者。キャプテンプレジャーに倒されるが、ブラックスワンの魂を乗っ取る。
海賊
森の中にいる人形。
リア獣
ノリのおかしい集団。
光と水の戦士・キャプテンプレジャー
プレジャーフォレストのローカルヒーロー。必殺技はイルミネーションキック。
ニーナ
湖のスワンボートになっていた。

## スタッフ
- 原作・制作 - テレビ東京、studio crocodile[6][7][8]
- 監督・脚本 - 文原聡[6][7][8]
- アニメーション - studio crocodille[6][7][8]
- 音楽 - 岩崎工
- 制作協力 - 33コレクティブ[6][7][8]
- プロデューサー - 小林史憲、西國晃[6][7][8]
- 製作著作 - 「テレビ野郎ナナーナ」製作委員会[6][7][8]

## 劇中歌
「キーナは飛んでゆく」
シーズン1第13話で使用。歌はTVナナーナ スタッフ。

「テレビなな〜な音頭」
シーズン2第9話、シーズン3第14話で使用。作詞はスキャット後藤、歌は小野田浩二。

## 各話リスト
| 話数      | 放送日            | サブタイトル                   |
| シーズン1 | シーズン1         | シーズン1                      |
| --------- | ----------------- | ------------------------------ |
| #1        | 2018年 4月6日     | 結成！テレビ野郎               |
| #2        | 4月13日           | 離陸！密林の格安航空           |
| #3        | 4月20日           | 始動！迫真の珍獣調査           |
| #4        | 4月27日           | 復活！南米の動物王             |
| #5        | 5月5日 （土曜日） | 出没！バナナチック天国         |
| #6        | 5月11日           | 戦慄！首狩りの村               |
| #7        | 5月18日           | 死闘！ジャングルの人食い熊     |
| #8        | 5月25日           | 炸裂！魂の飛龍投げ             |
| #9        | 6月1日            | 求人！とにかく安いAD           |
| #10       | 6月8日            | 開校！ナナーナ猿軍団           |
| #11       | 6月15日           | 失踪！大物ルーキー             |
| #12       | 6月22日           | 潜入！男たちのヤミ酒場         |
| #13       | 6月29日           | 熱唱！キーナは飛んでゆく       |
| #14       | 7月6日            | 格安！南米の車両班             |
| #15       | 7月13日           | 爆走！充電させてもらいながら   |
| #16       | 7月20日           | 殺到！大仙人の館               |
| #17       | 7月27日           | 対決！バナナチャンピオン       |
| #18       | 8月3日            | 覚醒！天才ディレクター         |
| #19       | 8月10日           | 開運！所持品鑑定団             |
| #20       | 8月17日           | 遭遇！伝説の巨大神獣           |
| #21       | 8月24日           | 緊急！湖の水ぜんぶ抜く         |
| #22       | 8月31日           | 撮影！珍獣キーナ               |
| #23       | 9月7日            | 出国！エスケープ・フロム・南米 |
| #24       | 9月14日           | 到着！ギロッポン一丁目         |
| シーズン2 |                   |                                |
| #1        | 2019年 4月11日    | 買収！テレビ野郎               |
| #2        | 4月18日           | 極秘！不可能なミッション       |
| #3        | 4月25日           | 掘削！黄金伝説の山             |
| #4        | 5月2日            | 執念！あきらめの悪い俳優       |
| #5        | 5月9日            | 巧妙？幕府が仕掛けた罠         |
| #6        | 5月16日           | 救出！憧れのギョーカイ人       |
| #7        | 5月23日           | 定額！海外ドラマ見放題         |
| #8        | 5月30日           | 孤独！洞窟のグルメ             |
| #9        | 6月6日            | 前進！七岡探検隊               |
| #10       | 6月13日           | 襲来！恐怖の黒い敵             |
| #11       | 6月20日           | 窮地！極寒の氷洞穴             |
| #12       | 6月27日           | 暴走！地底の秘密列車           |
| #13       | 7月4日            | 出現！幻のバナ川幕府           |
| #14       | 7月11日           | 無念！テレビマンの最期         |
| #15       | 7月18日           | 軽快！踊るくノ一               |
| #16       | 7月25日           | 痛快！風雲バナ川城             |
| #17       | 8月1日            | 打倒！カラクリ将軍             |
| #18       | 8月8日            | 仰天！スゴ腕のAD               |
| #19       | 8月15日           | 潜入！巨大天守閣               |
| #20       | 8月22日           | 妨害！面倒な素人               |
| #21       | 8月29日           | 燃えよ！マッチョドラゴン       |
| #22       | 9月5日            | 激突！神獣VSプロレスラー       |
| #23       | 9月12日           | 崩落！巨大洞窟                 |
| #24       | 9月19日           | 解雇！テレビナナーナ探検部     |
| シーズン3 |                   |                                |
| #1        | 2020年 4月16日    | 出港！テレビ野郎               |
| #2        | 4月23日           | 航海！コスパのいい船           |
| #3        | 4月30日           | 健康！やる気のない勇者たち     |
| #4        | 5月7日            | 極楽！クジラでととのう         |
| #5        | 5月14日           | 死守！ゴールデンのミニ枠       |
| #6        | 5月21日           | 高級！－5Gの通信手段           |
| #7        | 5月28日           | 救援！大海原のSOS              |
| #8        | 6月4日            | 拿捕！恐怖の海賊船             |
| #9        | 6月11日           | 配信！船上の副業ブーム         |
| #10       | 6月18日           | 社長！シビアな金銭交渉         |
| #11       | 6月25日           | 出現！狂暴な巨大生物           |
| #12       | 7月2日            | 茄子！破天荒ディレクター       |
| #13       | 7月9日            | 生存！15少年漂流民             |
| #14       | 7月16日           | 上陸！七岡探検隊               |
| #15       | 7月23日           | 恋愛！謎のシェアハウス         |
| #16       | 7月30日           | 到来！初めてのモテキ           |
| #17       | 8月6日            | 注文！人気の弁当デリバリー     |
| #18       | 8月13日           | たこ！八郎の居酒屋             |
| #19       | 8月20日           | 直撃！タコ捕りハンター         |
| #20       | 8月27日           | 連射！タコ橋名人の冒険島       |
| #21       | 9月4日            | 生贄！怪物を誘う美女           |
| #22       | 9月10日           | 痛快！クラーケン一家           |
| #23       | 9月17日           | 権利！謎の巨大組織             |
| #24       | 9月24日           | 独占！テレビ野郎の花火大会     |

## 放送局
| 放送期間 | 放送時間           | 放送局     | 対象地域   | 備考              |
| --- | ------------------ | ---------- | ---------- | ----------------- |
| 2018年4月6日 - 9月14日 | 金曜 21:54 - 22:00 | テレビ東京 | 関東広域圏 | 制作局 / 字幕放送 |
| 21時台の『所さんの学校では教えてくれないそこんトコロ！』や22時台の『たけしのニッポンのミカタ！』などが拡大版を放送する日には、本作の放送時間がずれることがあった。 |                    |            |            |                   |

| 放送期間                | 放送時間           | 放送局     | 対象地域   | 備考                      |
| ----------------------- | ------------------ | ---------- | ---------- | ------------------------- |
| 2019年4月11日 - 9月19日 | 木曜 19:53 - 19:58 | テレビ東京 | 関東広域圏 | 制作局 / 字幕放送         |
| 2019年4月12日 - 9月20日 | 金曜 22:45 - 22:50 | AT-X       | 日本全域   | CS放送 / リピート放送あり |

インターネットでは、ネットもテレ東にて同年4月11日から9月20日まで、各最新話1週間（テレビ東京の最新話放送直前まで）無料配信。
| 放送期間                | 放送時間           | 放送局     | 対象地域   | 備考                                    |
| ----------------------- | ------------------ | ---------- | ---------- | --------------------------------------- |
| 2020年4月16日 - 9月24日 | 木曜 19:53 - 19:58 | テレビ東京 | 関東広域圏 | 制作局 / 字幕放送                       |
| 2020年7月14日 - 9月29日 | 火曜 21:44 - 21:54 | AT-X       | 日本全域   | CS放送 / 2話連続放送 / リピート放送あり |

インターネットではParavi、あにてれほかにて配信。

## DVD
2019年7月2日にシーズン1全24話を収録したDVD (BIBA-3361) が、同年10月2日にはシーズン2全24話を収録したDVD (BIBA-3362) が発売された。      

2020年11月6日に『テレビ野郎 ナナーナ 怪物クラーケンを追え！』のDVD（BIBA-3450）が発売された。

## 実写ドラマ
2018年7月26日から9月7日まで『おはスタ』内のコーナードラマとして放送された。ロケ地はさがみ湖リゾート プレジャーフォレスト。

### 各話リスト（実写ドラマ）
| 話数 | 放送日         | サブタイトル               |
| ---- | -------------- | -------------------------- |
| #1   | 2018年 7月26日 | 指令！伝説の珍獣ふたたび   |
| #2   | 7月31日        | 死闘！森の海賊             |
| #3   | 8月7日         | 苦手！リア獣の村           |
| #4   | 8月14日        | 回転！ヤバ・デビルとの遭遇 |
| #5   | 8月21日        | 颯爽！親切なヒーロー現る   |
| #6   | 8月28日        | 決戦！城の上のヤバ・デビル |
| #7   | 9月7日         | 撮影！湖に浮かぶ伝説の珍獣 |

## ゲーム
iOS・Android用アプリ『爆走！テレビ野郎ナナーナ』が、2019年6月19日よりスクウェア・エニックスから配信。ジャンルは珍ゲームアプリ（カーアクションゲーム）。プレイヤーは探検隊が乗ったロケ車を操作し、様々な障害を避けながら珍獣・キーナの撮影を目指していく。